# Collégiale Saint-Agricol d'Avignon
La Collégiale Saint-Agricol d'Avignon est un édifice religieux bâti au VIIe siècle par saint Agricol. Élevé au rang de collégiale par Jean XXII en 1321, il est situé dans le centre historique d'Avignon (Vaucluse).
L'édifice actuel, de style gothique, est classé au titre des monuments historiques en 1980.

## Historique

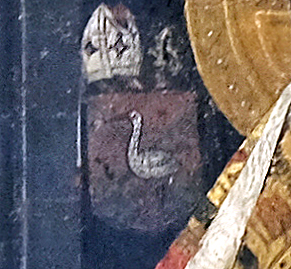
Les armes du chapitre : une cigogne d'argent tenant dans son bec un serpent, évocation du miracle de saint Agricol (détail du Retable de Boulbon, 1450 - musée du Louvre).

La tradition attribue à saint Agricol, évêque d'Avignon vers 660 à 700, la construction d'une église à cet emplacement. Des fouilles au pied de l'édifice ont permis de confirmer la présence d'un premier lieu de culte, par la mise au jour de sépultures paléochrétiennes (fin IVe-début Ve) et le dégagement de structures antiques. Ravagée par les Sarrasins, l'édifice est relevé de ses ruines au Xe siècle par l'évêque Foulques II qui l'érige en prieuré.
En 1321, le pape Jean XXII l'érige en collégiale et finance une partie des travaux d'agrandissement,.
Au XVe siècle, de nombreux travaux aménagement y sont apportés : la nef est allongée, ce qui entraîne l'annexion de la chapelle de l’Aumône de la Petite Fusterie (datant de 1391) et l'on construit la façade (1485), le parvis et l'escalier monumental. L'édifice est contrebuté par des arcs-boutants, pratique rare dans la région, seule l'abside est épaulée de contreforts.
Après la Révolution française, la collégiale est restaurée en 1802, par l'évêque, qui la consacre cathédrale, en attendant la réhabilitation de la Cathédrale Notre-Dame des Doms d'Avignon.

## Construction

### La façade
La façade est une création conjointe de trois personnes : Antoine Colin de Lyon (Rhône), Didier Millot de Toul (Meurthe-et-Moselle) et Antoine Carteron de Bourges (Cher). Le tympan, au-dessus du portail principal, est une œuvre polychrome du sculpteur lorrain Ferrier Bernard (1488-1489) dont l'archange, abîmé, est remplacé par Bezert (fin XIXe siècle).

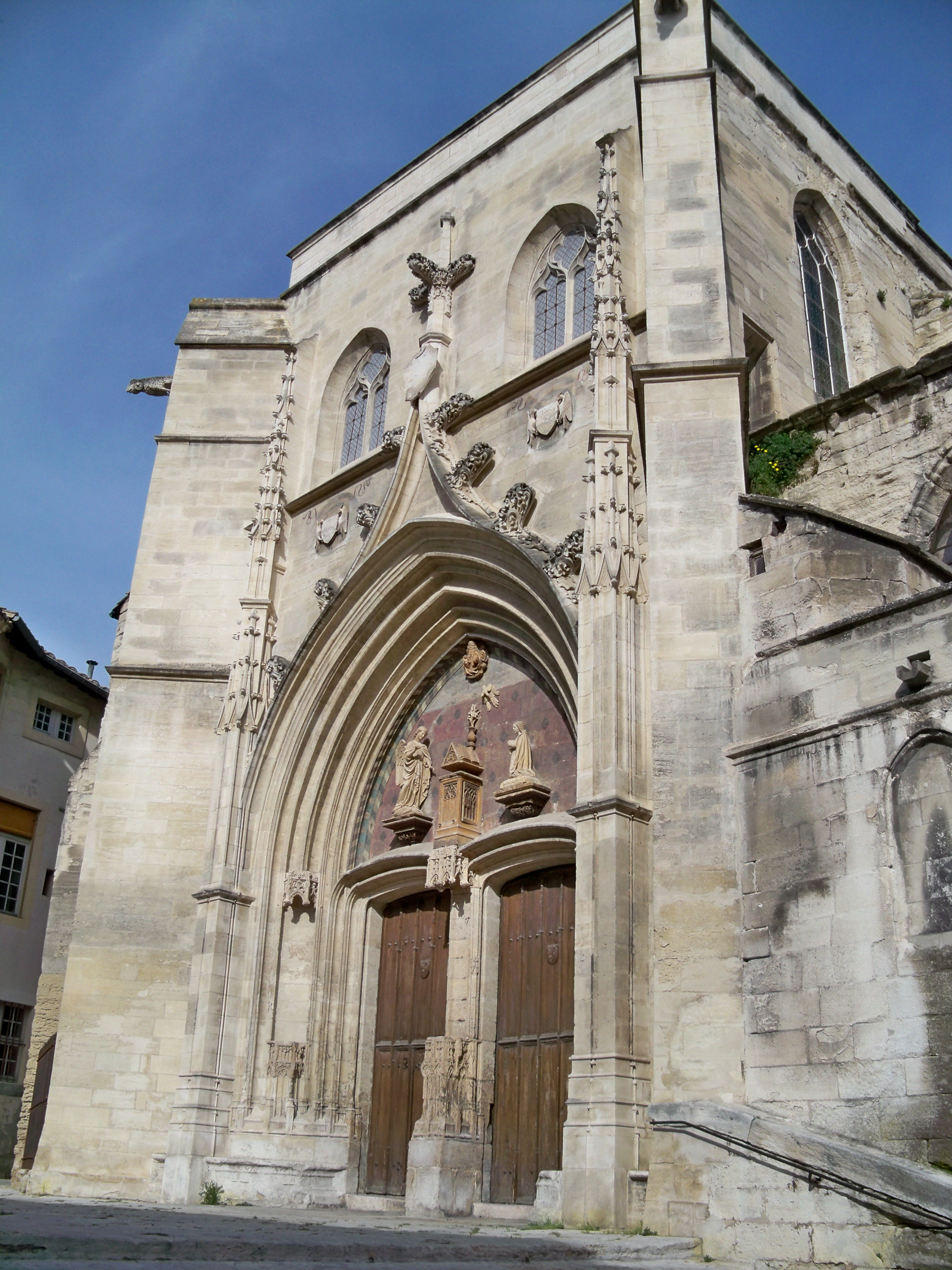
Façade.
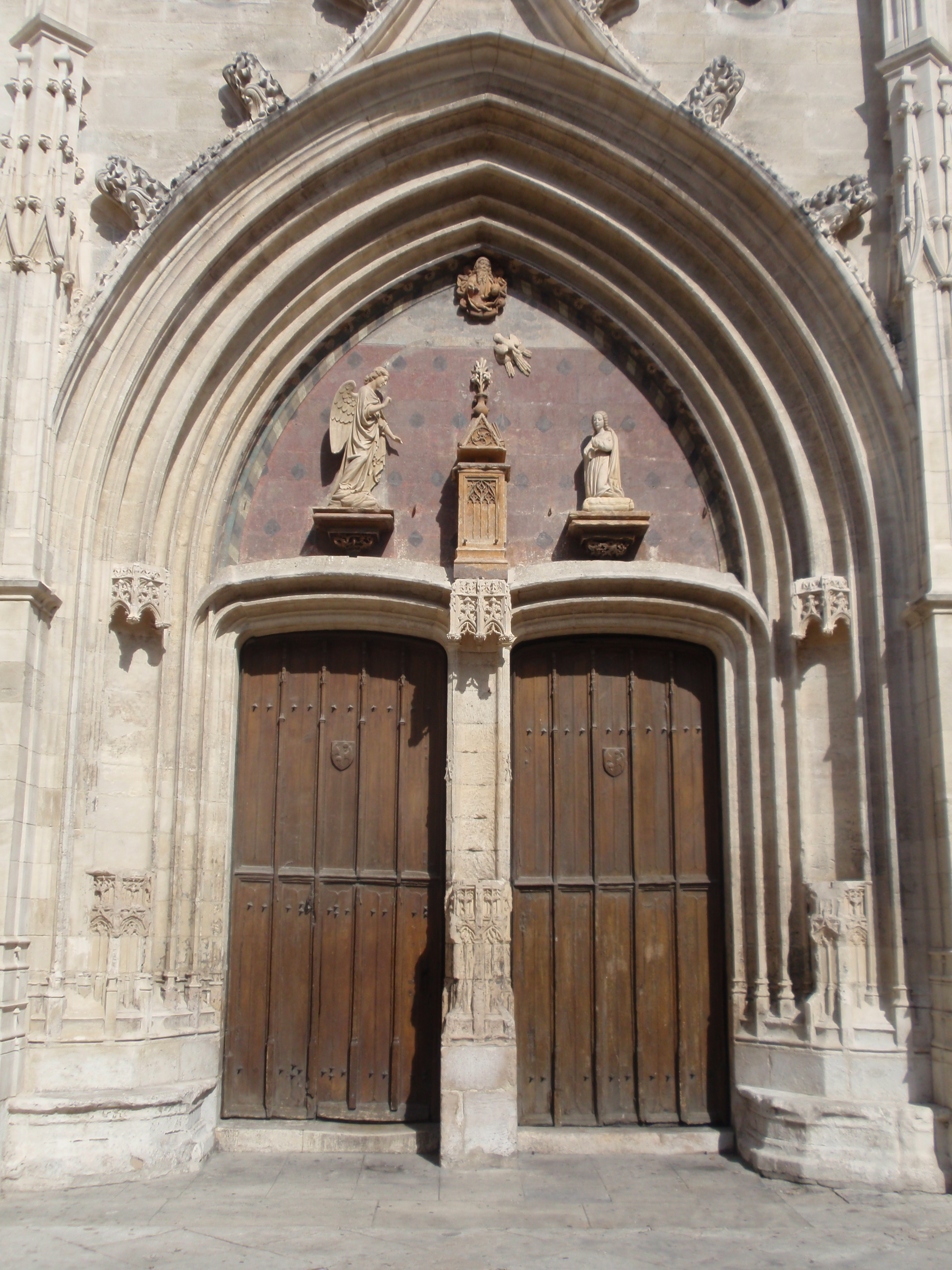
Portail.
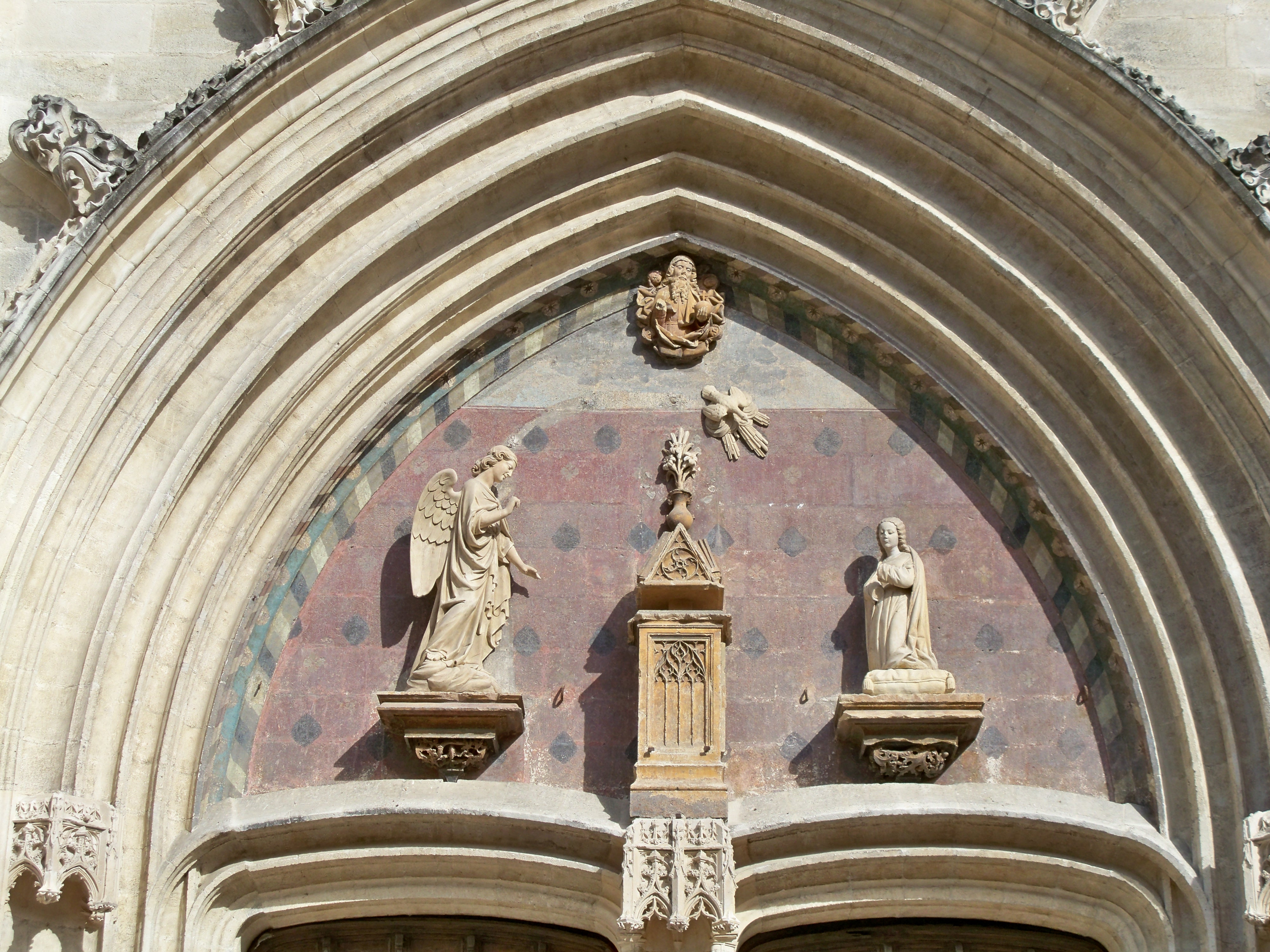
Fronton du portail.

### Le clocher
Simple tour de plan carré, le clocher est commencé en 1537 mais n'est achevé que de 1737 à 1746 lorsqu'il est rehaussé de deux étages par l'architecte avignonnais Joseph-Abel Mottard. Il est restauré en 2012 et 2013, puis après deux années de travaux initiés par la municipalité, la façade et la toiture sont restaurés en 2017.

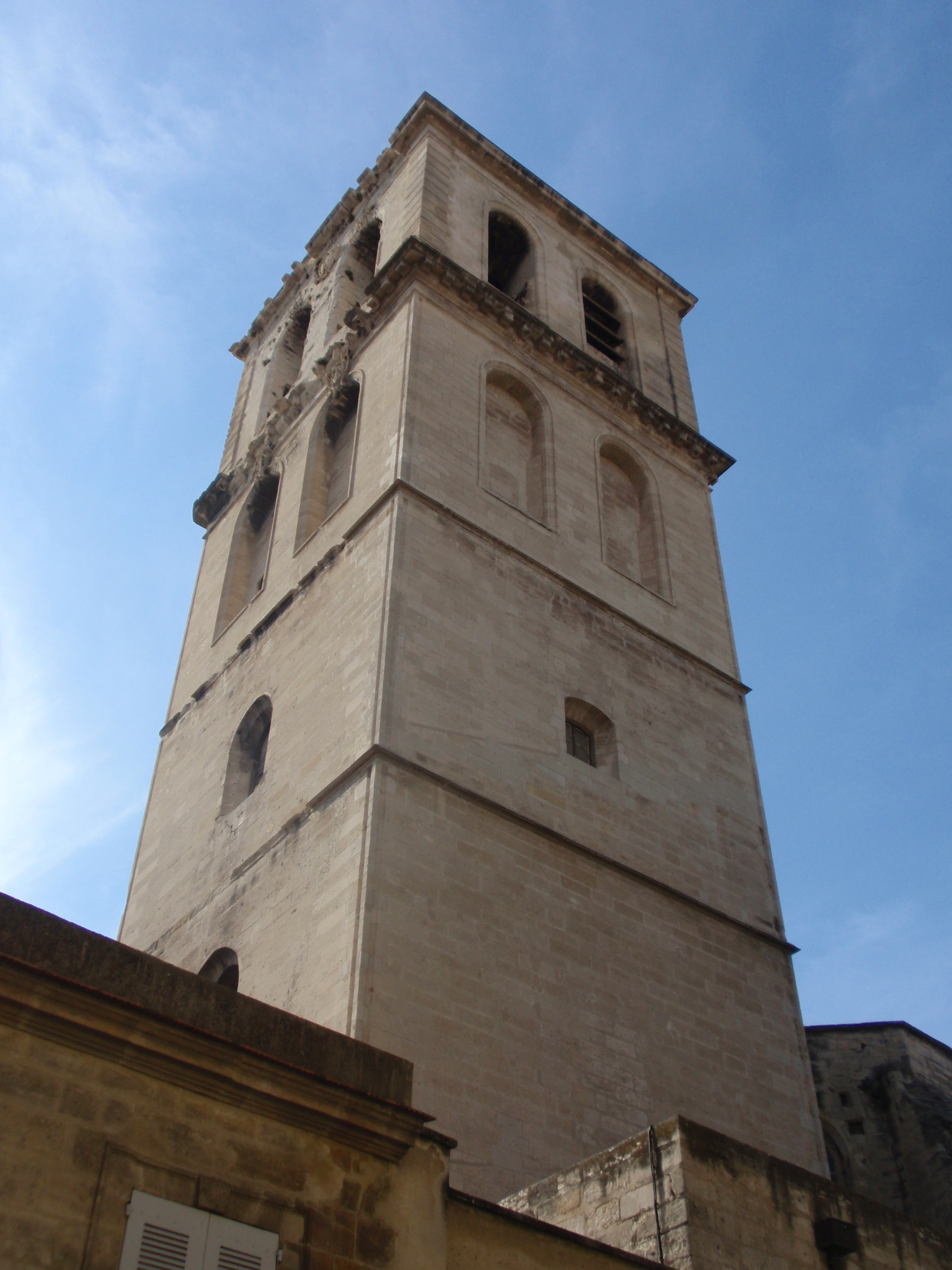
Clocher de Saint-Agricol.

## Bâtiment

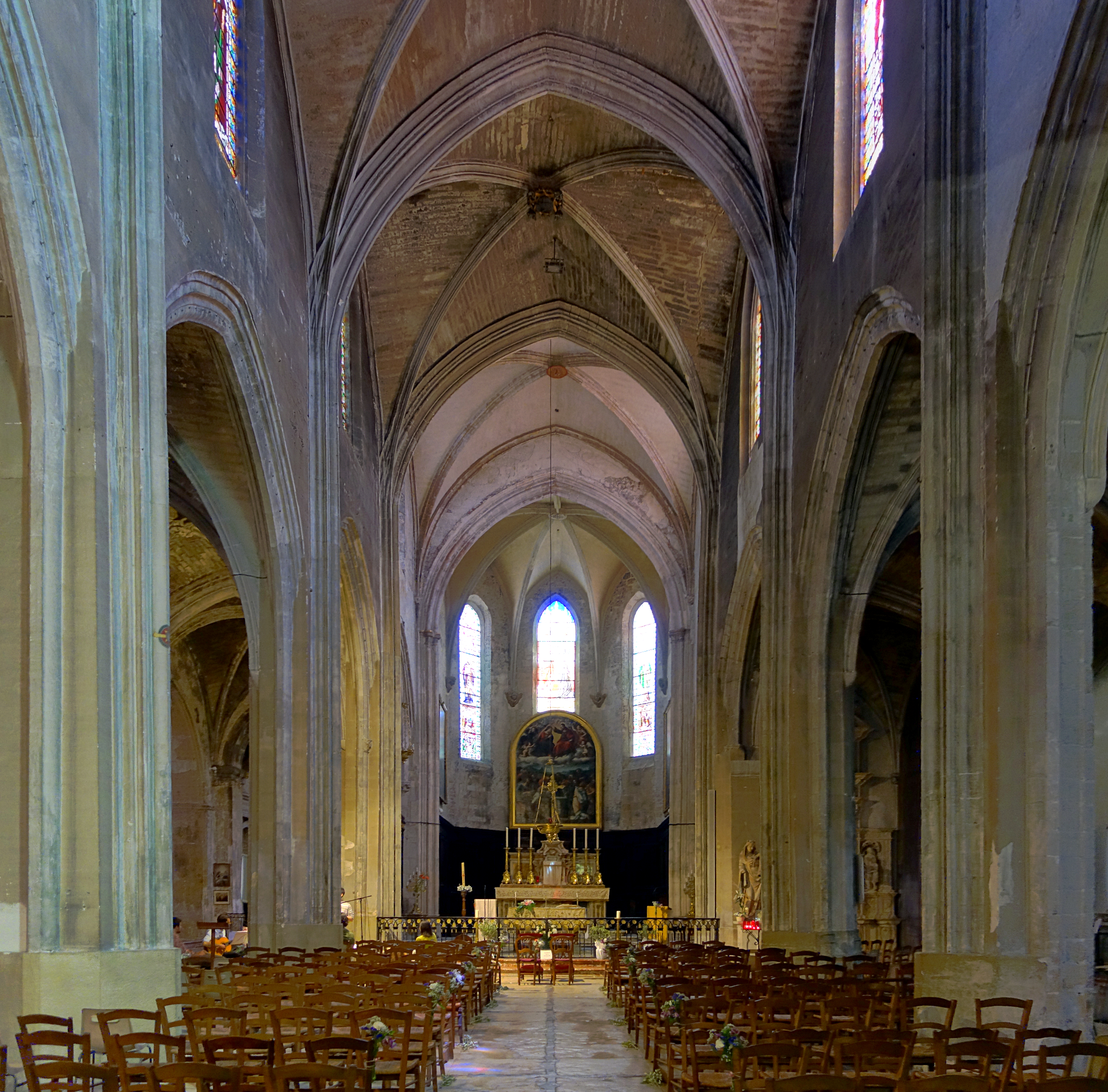
Nef.

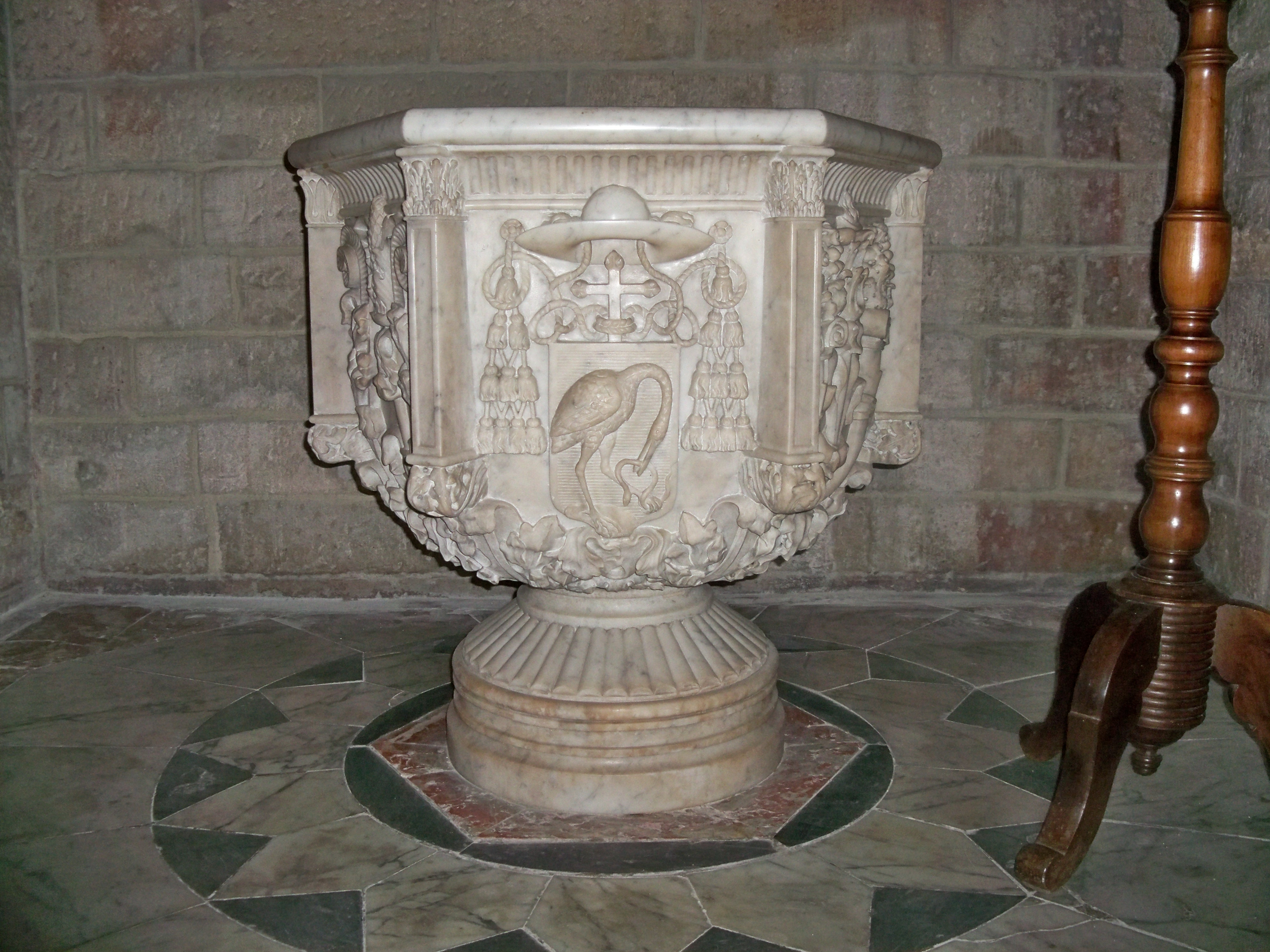
Fonts Baptismaux.

Les nefs latérales sont bordées, d'est en ouest, de dix chapelles : 
- six au nord: 
  - La Chapelle des fonts baptismaux (anciennement Sainte-Apollonie). Édifiée lors de l'agrandissement de l'église au XVe siècle, elle reçoit la dépouille de Jean de Chabert de Barbentane qui finance en partie la nouvelle façade extérieure. Les fonts baptismaux en marbre, aux armes de saint Agricol (cigogne et serpent), sont une œuvre de Mariotty (1841).
  - Chapelle Saint-Michel, qui comporte l'archange peint par Philippe Sauvan (XVIIIe siècle) d'après Guido Reni.
  - Chapelle Sainte-Barbe, où siège en 1650 de la confrérie des marguilliers, plus connue sous l'appellation d’œuvre du Saint-Sacrement dont les membres sont responsables de la Fabrique de la collégiale. Un tableau du XVIIe siècle représente la sainte[2].
  - Chapelle Saint-Joseph, dont la tradition en attribue la fondation au pape Grégoire XI qui aurait institué ce culte à Avignon au XIVe siècle.
  - Chapelle du Purgatoire. Dédiée à Notre-Dame de Lorette, elle est ensuite concédée à Pompée Catelina, colonel de l'infanterie pontificale, fondateur de la confrérie des Pénitents Noirs de la Miséricorde et qui y est enterré. Son tombeau est l’œuvre du sculpteur Simone Bartolacci (1615).
  - Chapelle des "Pauvres Femmes", dont la construction est financée par la famille Grilhet, en 1547, elle renferme leur sépulture ainsi que celle des Pérussis. C'est dans cette chapelle que s'est reconstituée en 1803 la congrégation des "Pauvres Femmes", dissoute en 1792. L'autel de marbre exécuté par Jean-Baptiste II Péru provient du couvent Sainte Catherine[2].
- quatre au sud :
  - Chapelle Sainte-Anne, construite en 1851, décorée et remeublée, elle présente un ensemble néogothique, bien qu'elle accueille des toiles d'époques antérieures : un Salus Populi romani, une Sainte famille de Francesco Trevisiani (fin XVIIe siècle) et une représentation de Saint Joseph au bâton fleuri portant l'Enfant Jésus.
  - Chapelle de la Vierge Marie, dite de Brantes, édifiée entre 1703 et 1707 sur les plans et sous la maîtrise d’œuvre de Jean Péru pour le compte de Pierre II de Bianco, marquis de Brantes. Elle abrite, face à face, deux tombeaux de la famille de Brantes pour Pierre Ier et Alexandre de Bianco, nobles florentins tous deux intendants du Trésor militaire et de la Porte du palais apostolique (grand-père et père de Pierre II), et trois statues remarquables : au centre sur l'autel une Vierge à l'Enfant d'Antoine Coysevox et sur chaque monument funéraire une sainte Élisabeth et un saint Jean-Baptiste dus à Jean Péru.
  - Chapelle du Saint-Crucifix, appelée dans un premier temps Notre-Dame de Pitié, puis Saint-Lazare. Elle prend ce nom à la suite du transfert du calvaire de l'église Sainte-Madeleine. Sur le mur gauche, une Piéta de Nicolas Mignard (XVIIe siècle).
  - Chapelle Saint-Agricol qui occupe une des travées de la chapelle de l'Aumône ; une statue (XVe siècle) et un tableau de Minoli (1815) représentent le saint[2].

## Chœur
Le maître-autel de style baroque, sculpté par Jean-Baptiste II Péru en 1767, renferme, dans une caisse de plomb, les reliques de Saint Magne et Saint Agricol. Sur les murs de l'abside, on distingue trois œuvres remarquables : une Assomption, peinture sur bois de Simon de Châlons (1539), la Pentecôte de Guillaume-Ernest Grève (1620) et l'Adoration des Bergers de Nicolas Mignard (vers 1650).

## Mobilier
- Le monument funéraire des Doni réalisé en 1525 par le sculpteur Imbert Boachon pour le compte de Pierre de Doni, noble florentin, chevalier de l'ordre du Roi, ayant épousé en 1556 Jeanne de Baroncelli-Javon ;
- La collégiale possède un orgue dès le XVe siècle. L'instrument actuel, classé aux Monuments Historiques, est construit par Charles Spackmann Barker et Verschneider (1862) : il présente un buffet d'orgue néogothique à trois tourelles surmontées de clochetons. Le relevage de l'orgue est réalisé en 2016 et 2017 à l'initiative de la Ville d'Avignon[2],[4]
- Au revers de la façade, côté sud, épitaphe avec médaillon sculpté de l'architecte Pierre II Mignard, mort en 1725[2].
- Un imposant retable architecturé, dit de l'Ave Maria, occupe la paroi orientale de la nef latérale. C'est l'une des rares productions de la Renaissance à Avignon (1525). Ce monument est une commande de Paul de Doni, riche florentin, à Imbert Boachon, originaire de Mâcon. Bien que mutilé, le traitement de groupe de l'Annonciation et le haut-relief des Anges musiciens traduisent la virtuosité de l'artiste.

|               |
| Maître-autel. |

|                                  |
| Assomption par Simon de Châlons. |

|                              |
| Orgue Backer & Verschneider. |

|                   |
| Tombeau des Doni. |

|                                          |
| Autel de la chapelle des Pauvres Femmes. |

## Les cloches
Le clocher datant des XVIe siècle et XVIIIe siècle est doté de quatre cloches de volée :

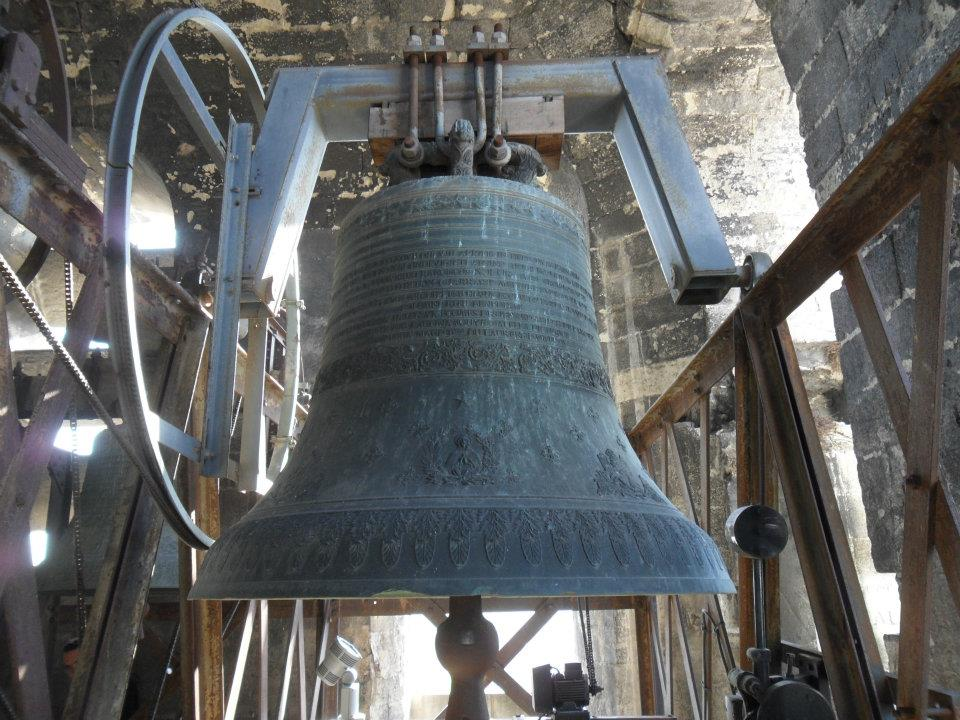
Le bourdon de la collégiale fondu par Monet (fondeur à Lyon), note : Do3.
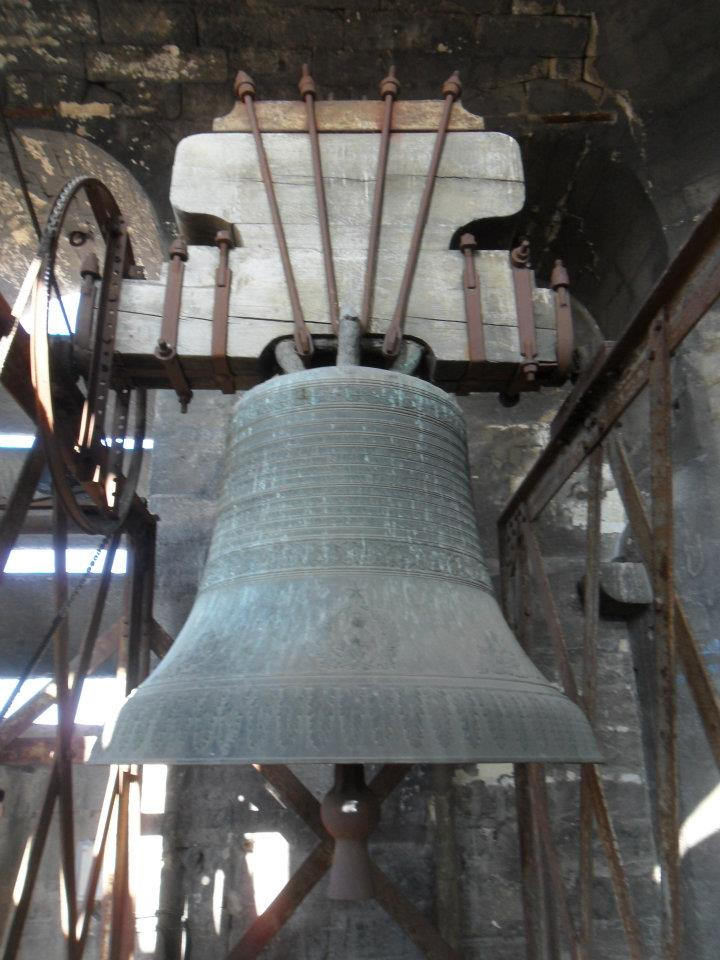
Cloche no 2 fondue par Monet (fondeur à Lyon), note : Ré#3.
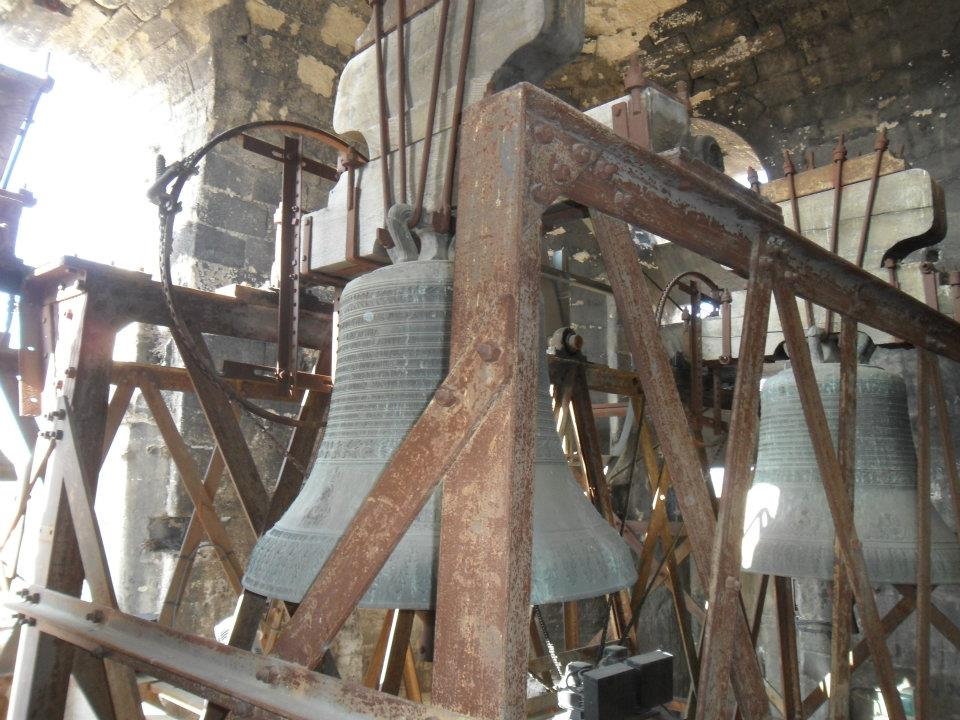
Cloche no 3 fondue par Monet (fondeur à Lyon), note : Sol3.
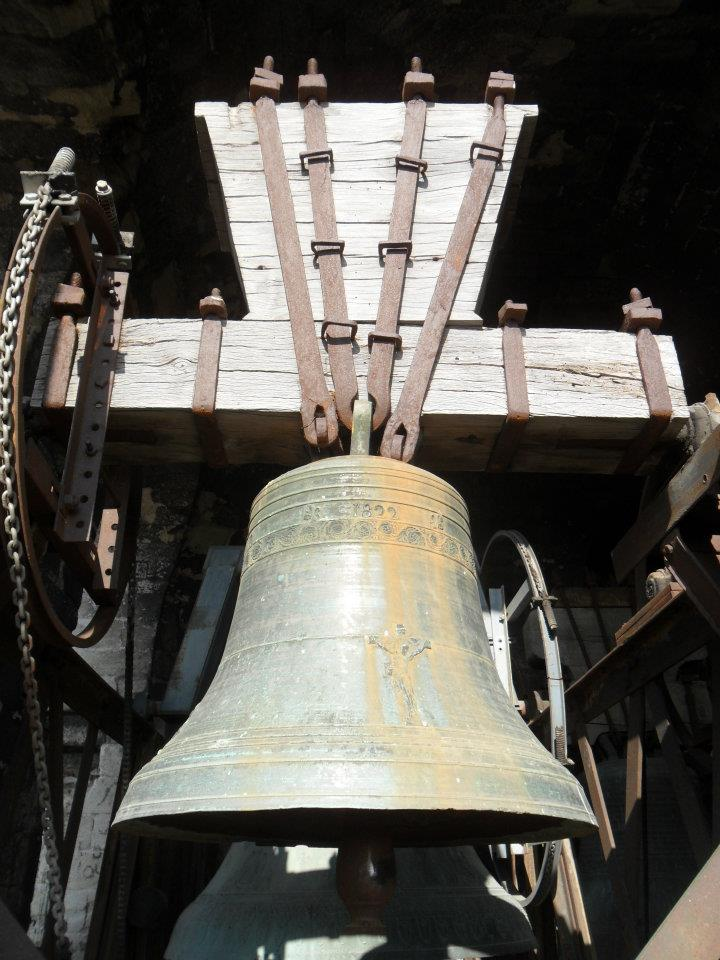
Cloche no 4 fondue en 1822, note : Do#4.